# Грауман, Уолтер
Уолтер Грауман (англ. Walter Grauman; 17 марта 1922, Милуоки, Висконсин, США — 20 марта 2015, Лос-Анджелес, Калифорния, США) — американский режиссёр.

## Биография

### Ранние годы
Родился в Милуоки, штат Висконсин, в семье Якоба и Ирен Грауман, потомков немецких иммигрантов. Отец был президентом компании, занимавшейся дистрибуцией кинофильмов. В детстве жил в Шорвуде, штат Висконсин, затем переехал в Аризону, где поступил в Аризонский университет. Четыре года служил в ВВС Армии США, совершил 56 боевых вылетов на бомбардировщике B-25 во время войны в Европе, за что был награждён «Крестом лётных заслуг». После демобилизации переехал в Калифорнию, где в тот момент жила его мать.

### Карьера
В течение нескольких лет занимался собственным бизнесом, затем устроился на должность менеджера на студию NBC в Лос-Анджелесе. За это время вместе с Аланом Армером создал шоу талантов, получившее популярность.
В 1957 году Грауман обратился к кинематографу и выступил в качестве режиссёра фильма категории B The Disembodied, который создавался Allied Artists Studios, возглавляемой другом Граумана, Уолтером Миришем. На большой экран вышло лишь шесть фильмов Граумана, а наибольший вклад он сделал на телевидении, где под его режиссурой были выпущены такие сериалы как «Неприкасемые» (1959—1963), «Беглец» (1963—1967), «Маршрут 66» (1960—1964), «Улицы Сан-Франциско» (1972—1977) и «Сумеречная зона» (1959—1964). По некоторым данным, именно он помог Майклу Дугласу получить первую главную роль —  детектива Майка Стоуна в «Улицах Сан-Франциско».
Грауман был режиссёром фильма «Эскадрилья 633» (1964), посвящённого вымышленной эскадрильи Британских ВВС, из которого Джордж Лукас заимствовал сцену для изображения атаки на «Звезду Смерти» в «Звёздных войнах».
Грауман также выступил режиссёром многих телевизионных фильмов, включая хоррор Crowhaven Farm, ставший культовым. Также он был соавтором и продюсером премии Los Angeles Spotlight Awards, церемонии награждения которой проводились в Los Angeles Music Center.

## Фильмография
- Леди в клетке
- Эскадрилья 633
- Коломбо
- Беглец
- Ты одна дома?
- Обнажённый аромат
- Она написала убийство